# Bavaroise (boisson)
Pour les articles homonymes, voir Bavarois (homonymie).

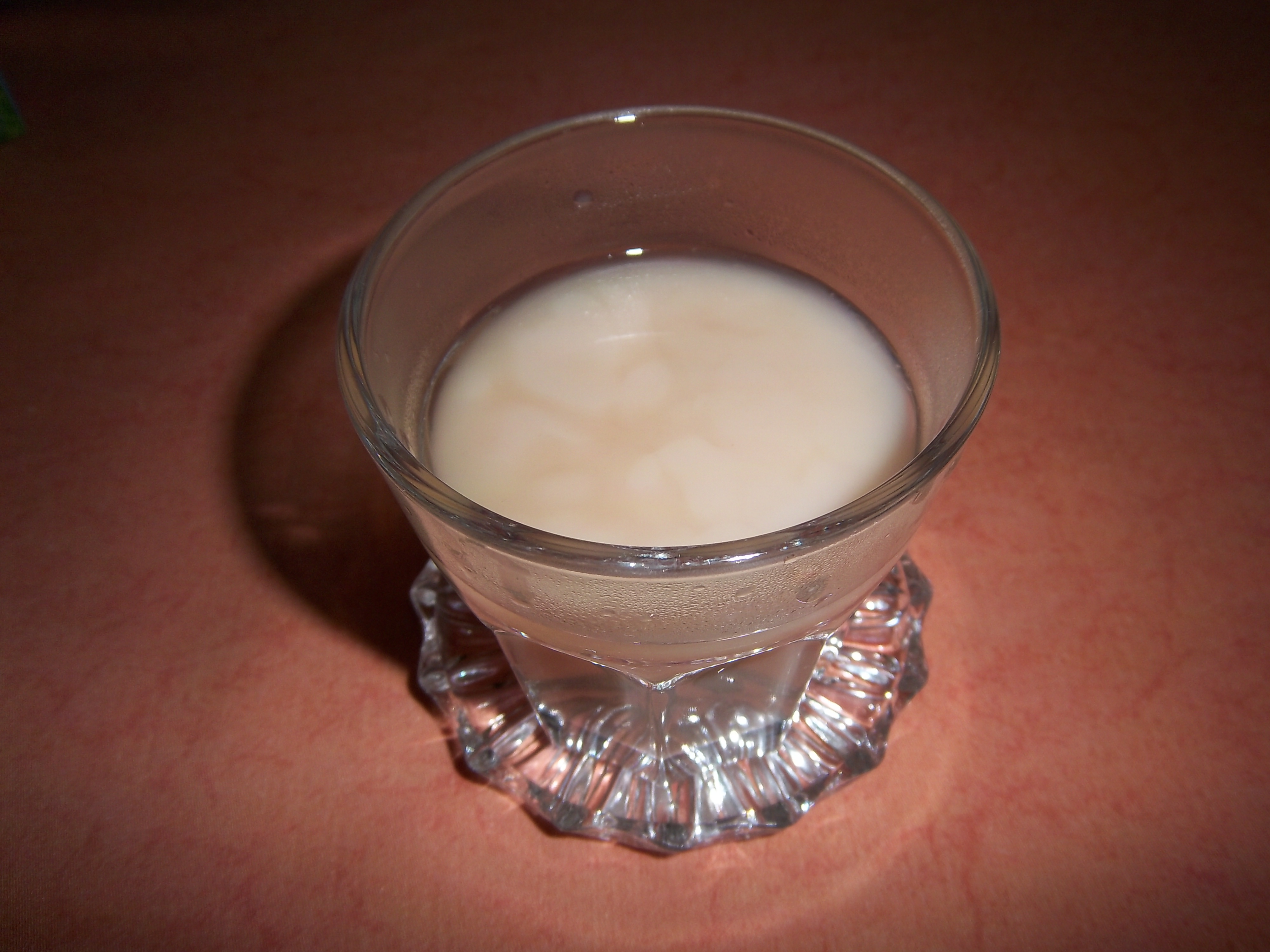
Verre de bavaroise.

La bavaroise est une boisson typique de la gastronomie française.

## Historique
Cette préparation, dès son début, a été faite avec du thé, du lait et de la liqueur. Elle était généralement servie chaude. Ce sont des nobles français au service de la famille Wittelsbach, la maison souveraine de Bavière, dont elle a pris le nom, qui l'introduisirent dans le nord de la France au début des années 1700. Le célèbre Café Procope fondé en 1686 par Francesco Procopio dei Coltelli contribua à son lancement à Paris.
Elle se prépare traditionnellement de nos jours à base de café, de crème et de rhum. 
La bavaroise a été introduite à Saint-Pierre en Martinique par les immigrés, d'après les chansons de l'époque qui la citent dans leurs textes. Cette boisson a donné naissance au début du XIXe siècle au gâteau connu sous le nom de bavarois qui s'appelait alors fromage bavarois, parce qu'il avait l'apparence d'un fromage frais.
Sa variante au chocolat fait l'objet d'une charade connue, formulée de différentes façons, dont la réponse est « bavard, oiseau, chocolat » (bavaroise au chocolat).